# Кривенко, Николай Александрович
Никола́й Алекса́ндрович Кри́венко (1921—1995) — сержант Советской Армии, участник Великой Отечественной войны, Герой Советского Союза (1943).

## Биография
Николай Кривенко родился 8 февраля 1921 года в станице Тверская (ныне — Апшеронский район Краснодарского края). После окончания семи классов школы работал оператором треста «Хадыжнефть» в Краснодарском крае. В 1940 году Кривенко был призван на службу в Военно-морской флот СССР. С 1941 года — на фронтах Великой Отечественной войны. К ноябрю 1943 года сержант Николай Кривенко был пулемётчиком 386-го отдельного батальона морской пехоты военно-морской базы Черноморского флота. Отличился во время Керченско-Эльтигенской операции.
В ночь с 31 октября на 1 ноября 1943 года Кривенко одним из первых высадился на Керченский полуостров в районе посёлка Эльтиген (ныне — Героевское в черте Керчи) и принял активное участие в отражении 19 немецких контратак, лично уничтожив вражеский танк и группу немецких солдат, прорвавшихся в тыл батальона.
Указом Президиума Верховного Совета СССР от 17 ноября 1943 года за «образцовое выполнение боевых заданий командования на фронте борьбы с немецкими захватчиками и проявленные при этом мужество и героизм» сержант Николай Кривенко был удостоен высокого звания Героя Советского Союза с вручением ордена Ленина и медали «Золотая Звезда» за номером 3706.
В 1946 году Кривенко был демобилизован. Проживал в Лабинске. Умер 3 декабря 1995 года, похоронен на городском кладбище Лабинска.
Был также награждён орденами Отечественной войны 1-й и 2-й степени и рядом медалей.

## Память

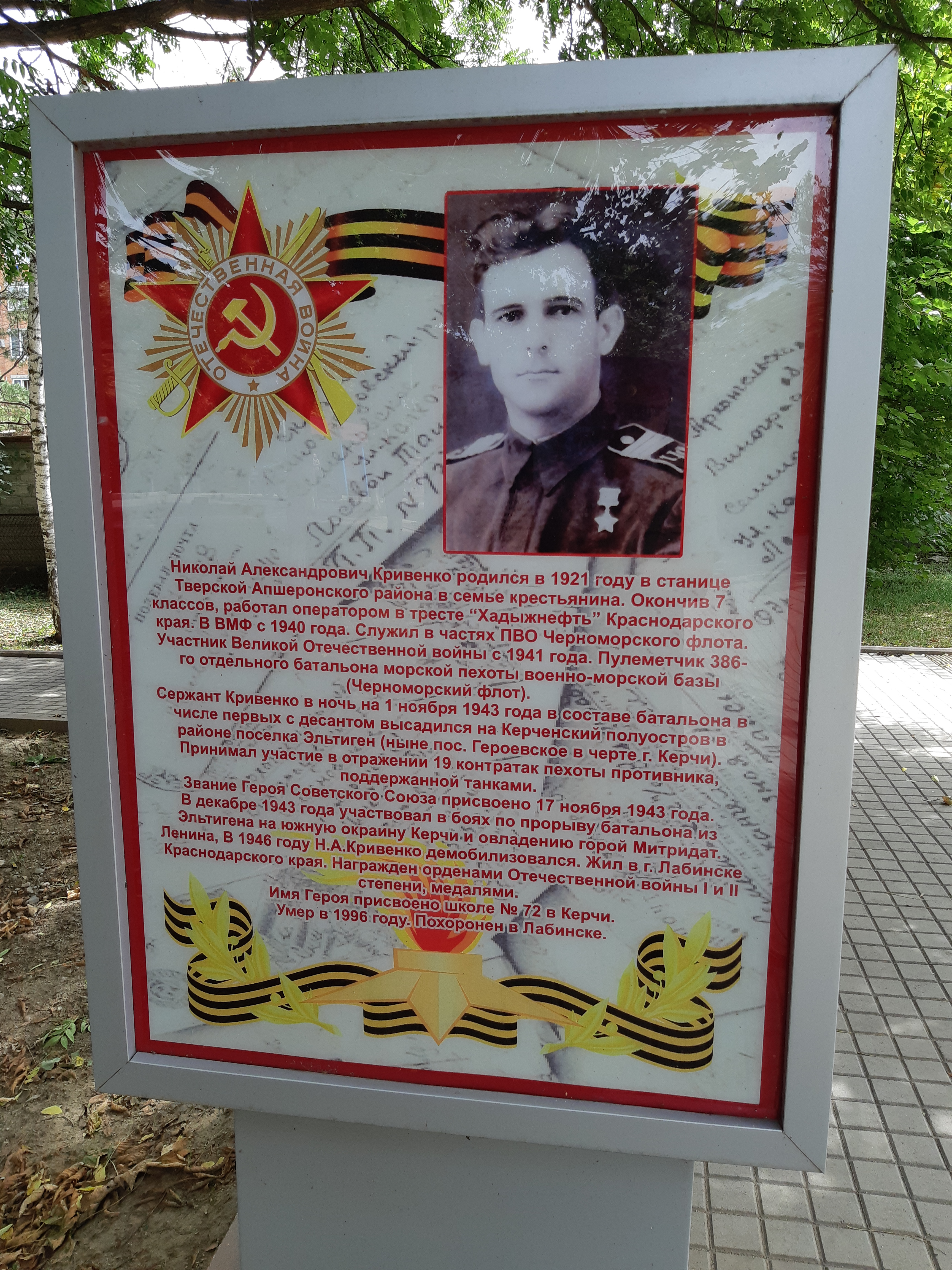
Кривенко Николай Александрович

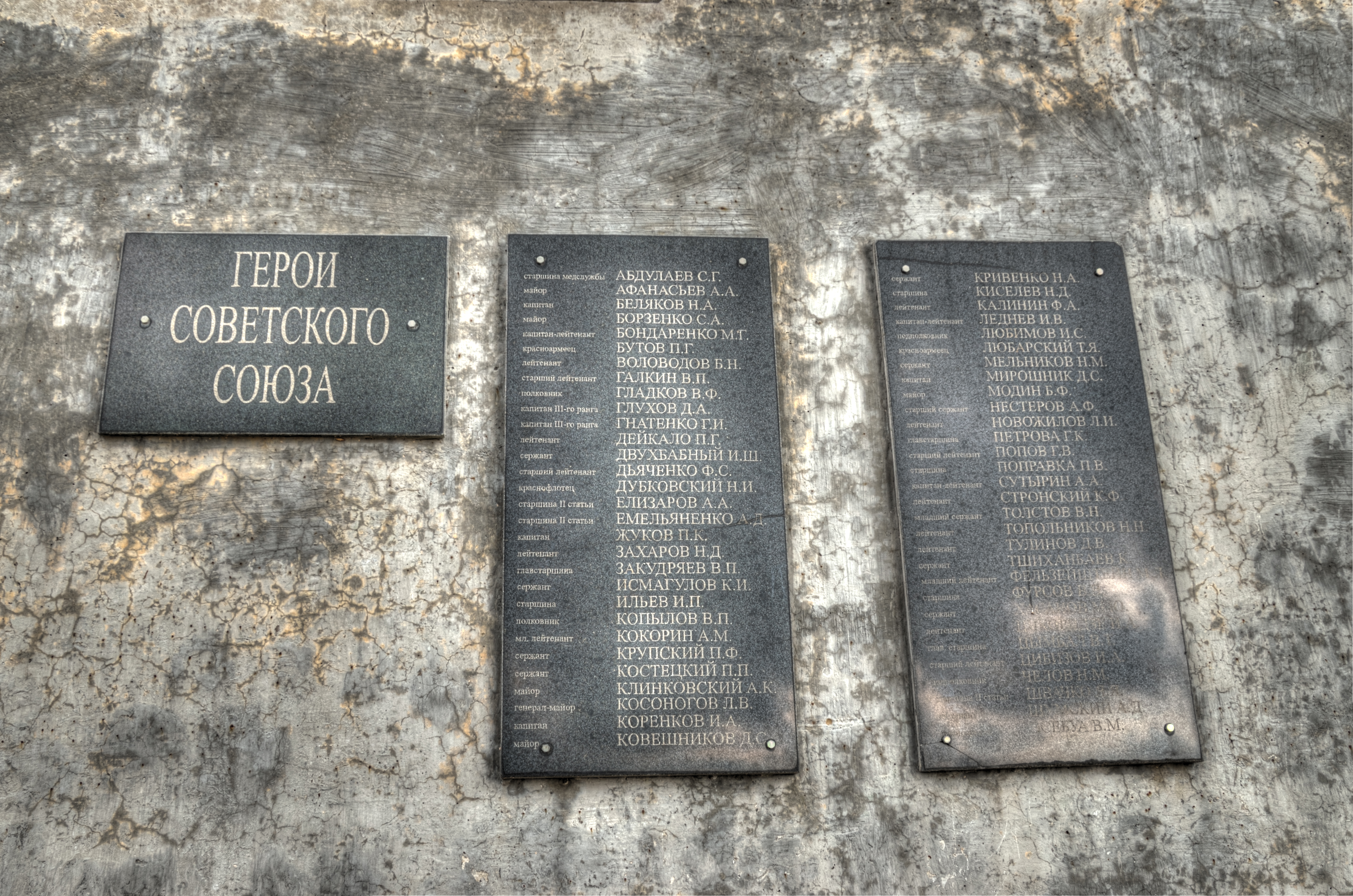
Имена Героев

- Имя Героя высечено золотыми буквами в зале Славы Центрального музея Великой Отечественной войны в Парке Победы города Москвы
- В честь Кривенко названа школа в Керчи[1].
- Имя Героя присвоено школе № 72 в Городе-Герое Керчи
- Героям Эльтигенского десанта установлена мемориальная доска
- В Апшеронске на Аллее Славы установлен памятный знак Герою
- Имя героя увековечено на Мемориале Лабинска.